# Broadview Heights
Pour les articles homonymes, voir Broadview.
Broadview Heights est une ville située dans le comté de Cuyahoga, dans l'État de l'Ohio, aux États-Unis. Elle se trouve dans la banlieue de Cleveland.
Sa population était estimée à 19 400 habitants lors du recensement de 2010, ce qui donne une densité de 570 hab/km2.

## Histoire
Les indiens occupaient le territoire jusqu'en 1811, date de l'arrivée du premier homme blanc, Seth Paine, envoyé par le colonel John Breck en tant qu'arpenteur. Le colonel nomma ce nouveau territoire Brecksville Township, qui correspond aux actuels villes de Broadview Heights, Brecksville et North Royalton.